# Pouzdra SOT

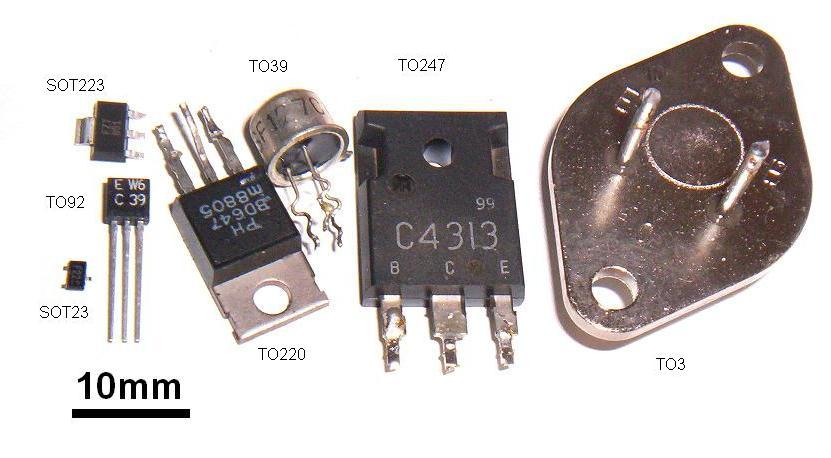
Porovnání velikosti pouzder tranzistorů. Úplně vlevo pouzdro SOT23, vlevo nahoře pouzdro SOT223 pro povrchovou montáž; ostatní pouzdra jsou pro osazování plošných spojů s vrtanými otvory.

Pouzdra SOT (anglicky small outline transistor) je skupina pouzder pro tranzistory pro povrchovou montáž často používaných ve spotřební elektronice. Nejpoužívanějším pouzdrem SOT jsou varianty SOT23,
výrobci také dodávají téměř identická pouzdra TSOT (anglicky thin small outline transistor), kde je potřeba nižší výška. 

## SOT23-3, SOT323, SOT416
Pouzdro SOT23-3 je velmi často používané pro tranzistory, ale používá se také pro diody a stabilizátory napětí.

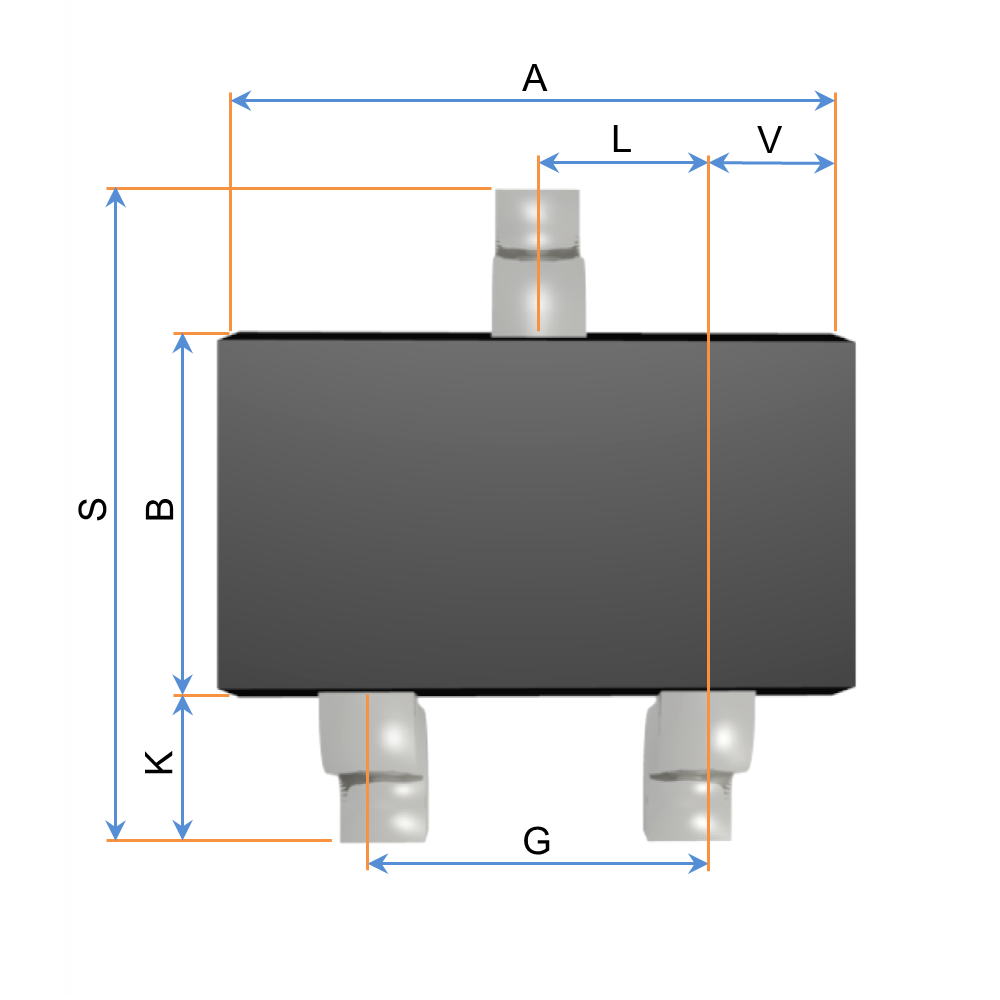
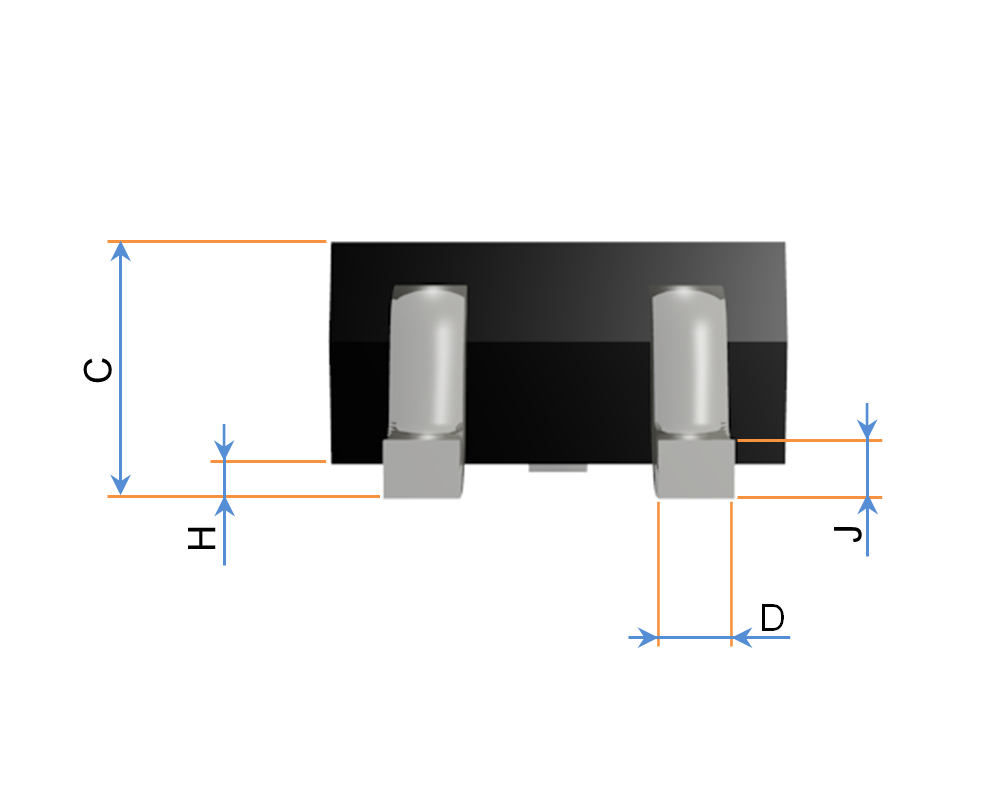
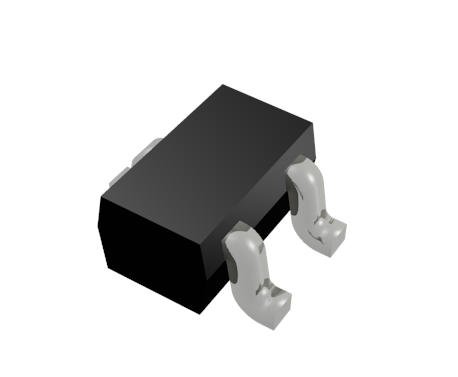

|         | Rozměry (mm) | Rozměry (mm) | Rozměry (mm) |
| SOT23-3 | SOT323       | SOT416       |              |
| ------- | ------------ | ------------ | ------------ |
|         | 2,9          |              |              |
| B       | 1,3          |              |              |
| C       |              |              |              |
| D       |              |              |              |
| G       | 1,9          | 1,3          | 1,0          |
| H       |              |              |              |
| J       |              |              |              |
| K       |              |              |              |
| L       | 0,95         | 0,65         | 0,5          |
| S       |              |              |              |
| V       |              |              |              |

## SOT23-5, SOT353, SOT553

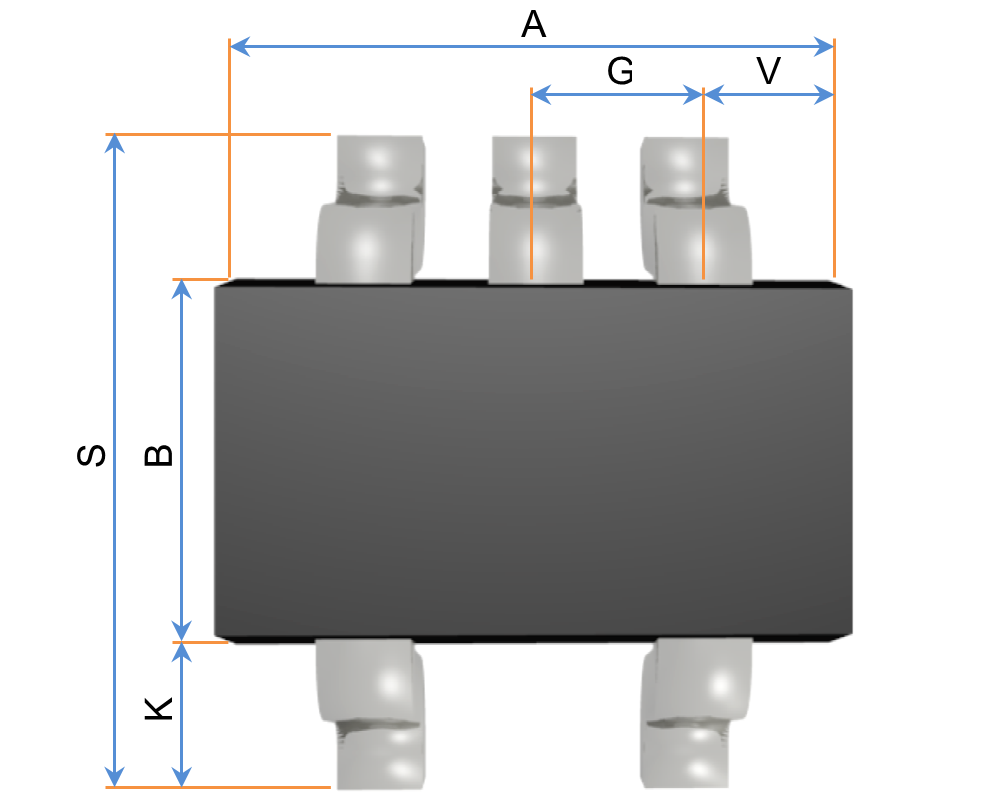
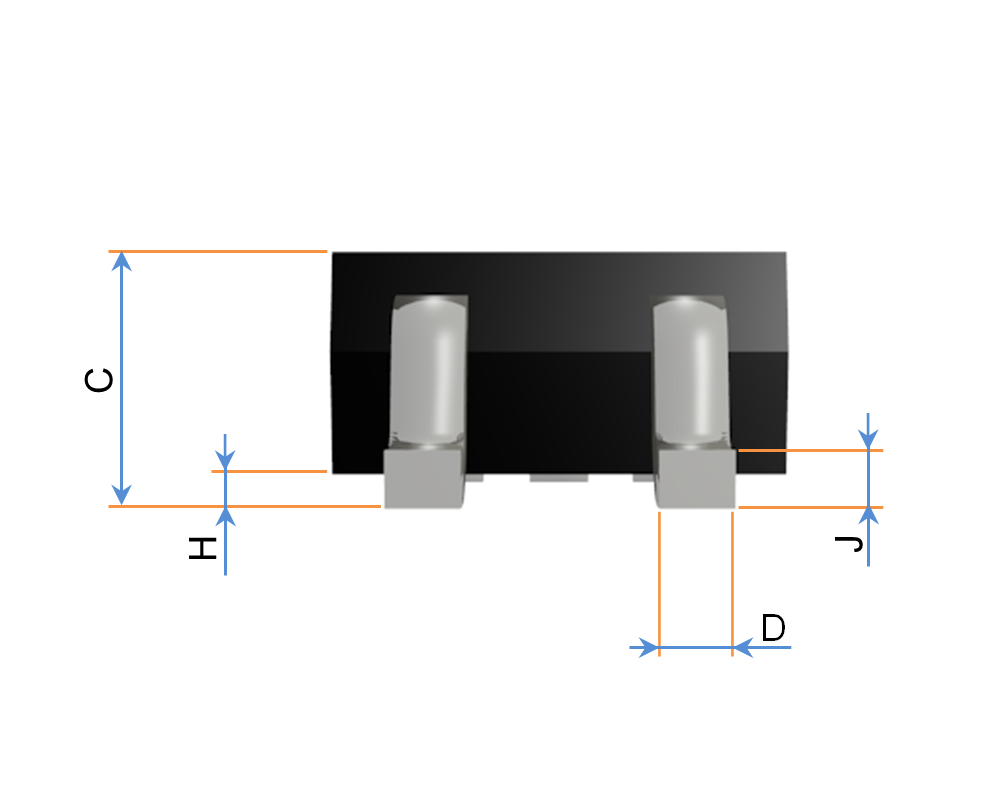
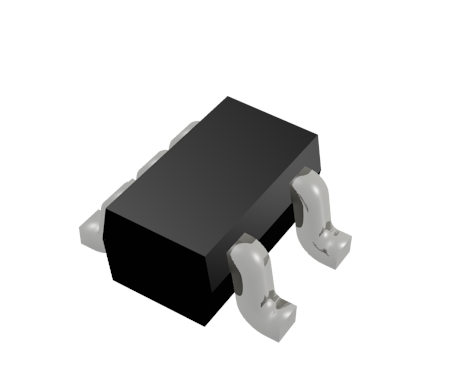

|         | Rozměry (mm) | Rozměry (mm) | Rozměry (mm)     |
| SOT23-5 | SOT353       | SOT553       |                  |
| ------- | ------------ | ------------ | ---------------- |
|         | 2,90 ±0,10   | 2,0 ±0,2     | 1,60 ±0,10       |
| B       | 1,60 ±0,10   | 1,25 ±0,10   | 1,20 +0,05 -0,10 |
| C       | 1,04 – 1,44  | 0,8 – 1,1    | 0,60 +0,02 -0,05 |
| D       | 0,350 –0,500 | 0,2 – 0,3    | 0,20 +0,10 -0,05 |
| G       | 0,95         | 0,65         | 0,50             |
| H       | 0,05 –0,15   | ≤0,1         | 0,00             |
| J       |              |              | 0,15 +0,03 -0,05 |
| K       |              |              | 0,20 ±0,10       |
| S       |              | 2,0 – 2,2    | 1,60 +0,10 -0,05 |
| V       |              |              |                  |

## SOT23-6, SOT363, SOT563

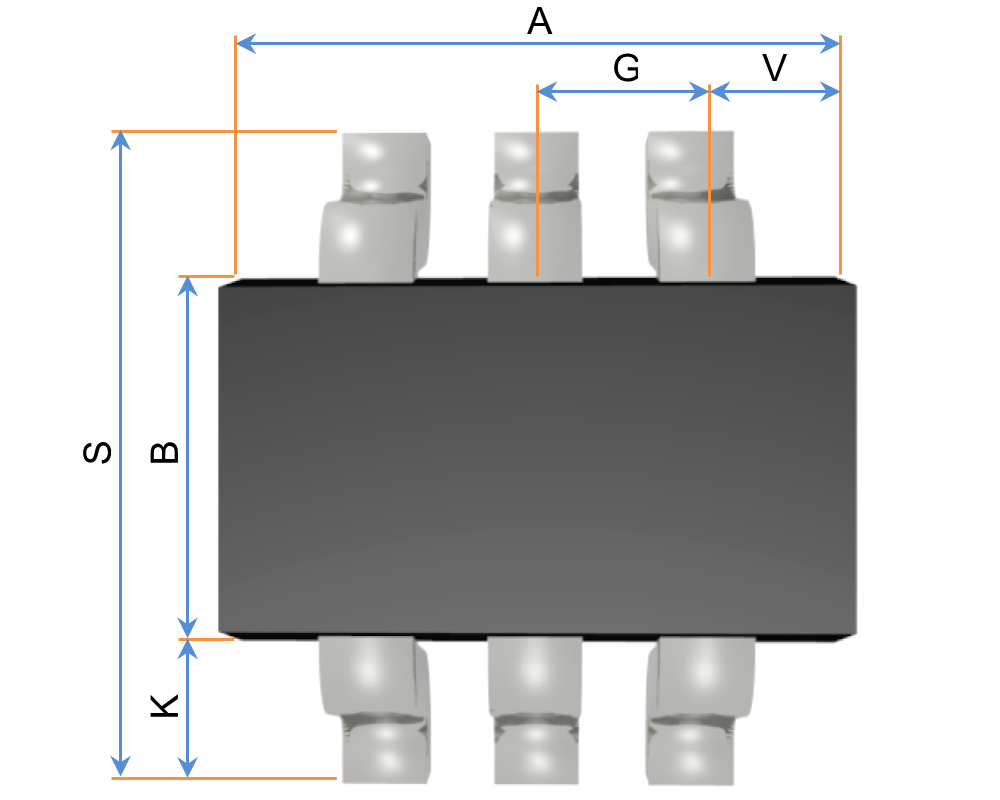
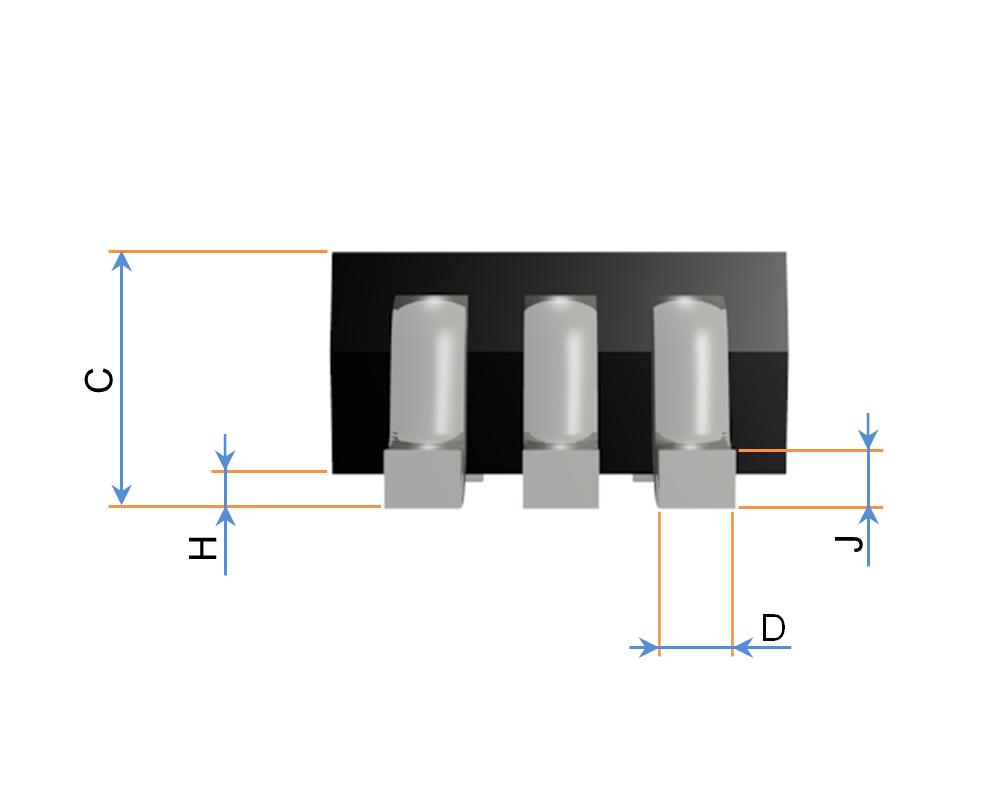
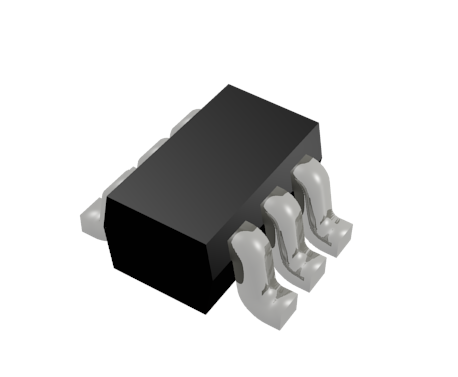

|         | Rozměry (mm) | Rozměry (mm) | Rozměry (mm)     |
| SOT23-6 | SOT363       | SOT563       |                  |
| ------- | ------------ | ------------ | ---------------- |
|         | 2,9          | 2,0          | 1,60 ±0,10       |
| B       | 1,625        | 1,25         | 1,20 +0,05 -0,10 |
| C       | 1,25         | 0,95         | 0,60 +0,02 -0,05 |
| D       | 0,4          | 0,25         | 0,20 +0,10 -0,05 |
| G       | 0,95         | 0,65         | 0,50             |
| H       |              | 0,1          | 0,00             |
| J       |              | 0,18         | 0,15 +0,03 -0,05 |
| K       |              | 0,38         | 0,20 ±0,10       |
| S       | 2,8          | 2,1          | 1,60 +0,10 -0,05 |
| V       |              |              |                  |

## SOT23-8

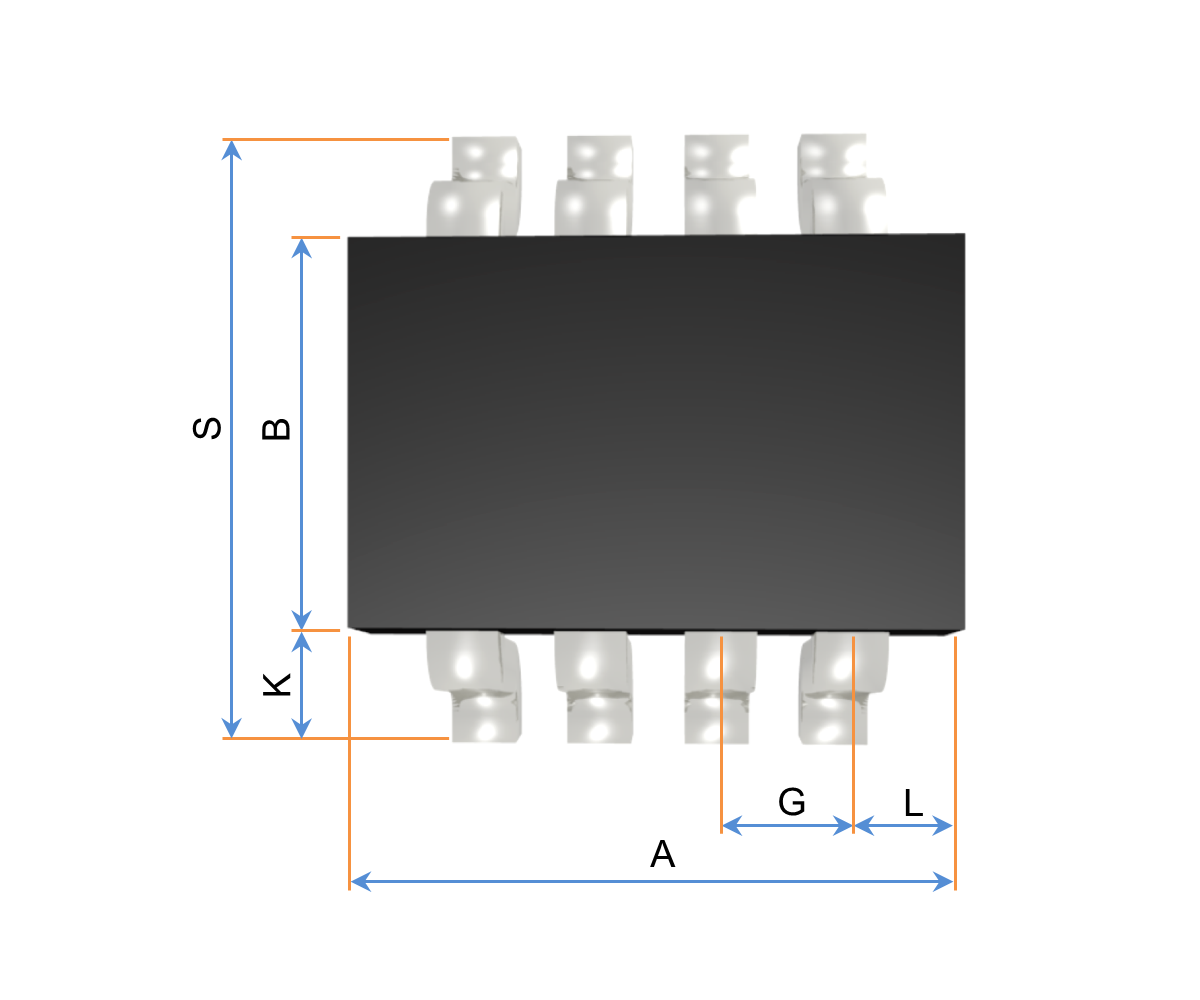
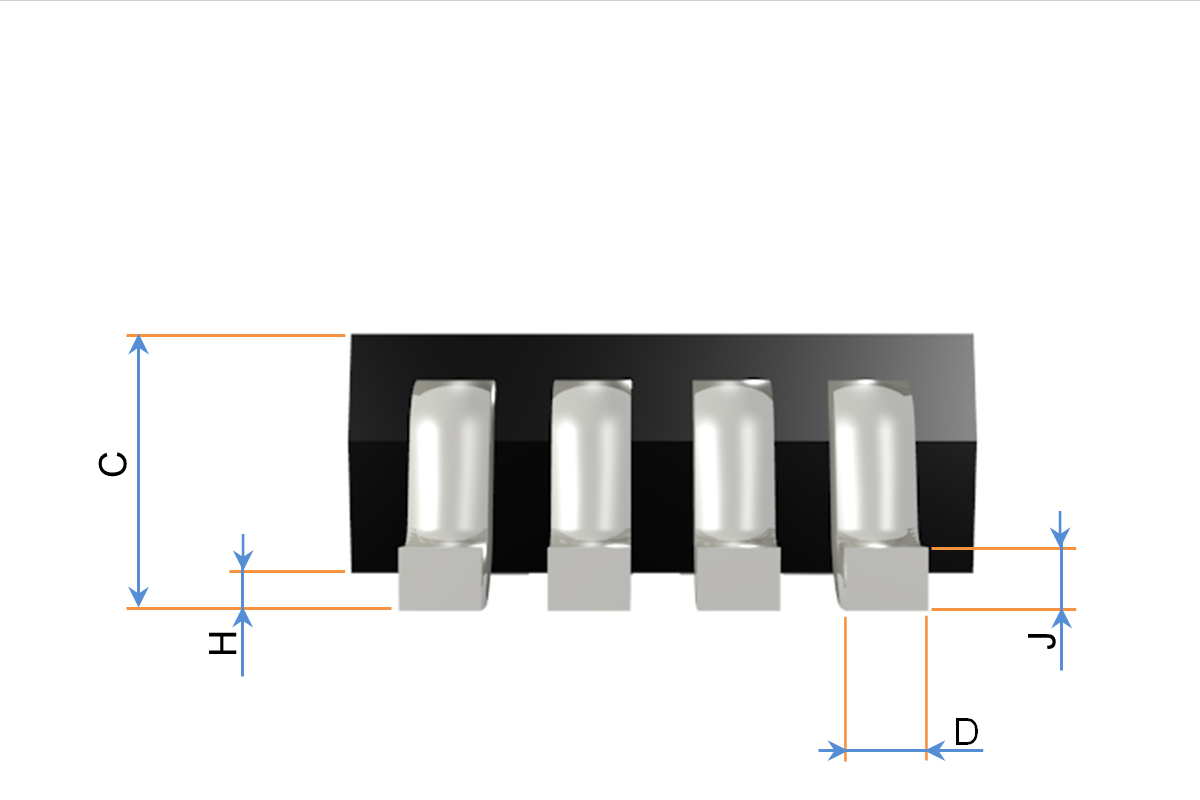
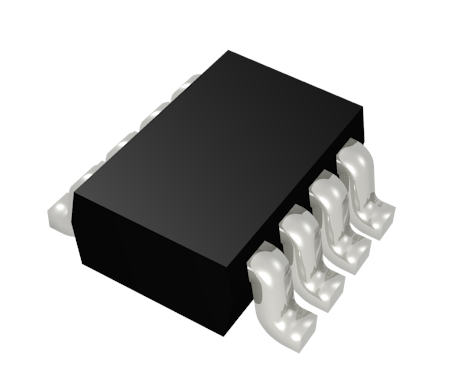

|   | Rozměry (mm) |
| - | ------------ |
|   | 2,90 ± 0,10  |
| B | 1,60 ± 0,10  |
| C | 1,27         |
| D | 0,3          |
| G | 0,650 typ.   |
| H | 0,0762       |
| J | 0,152        |
| K | 0,575        |
| S | 2,80 ± 0,20  |
| L |              |

## SOT54
SOT54 je alternativní označení pro pouzdro JEDEC TO-92.

## SOT143, SOT343

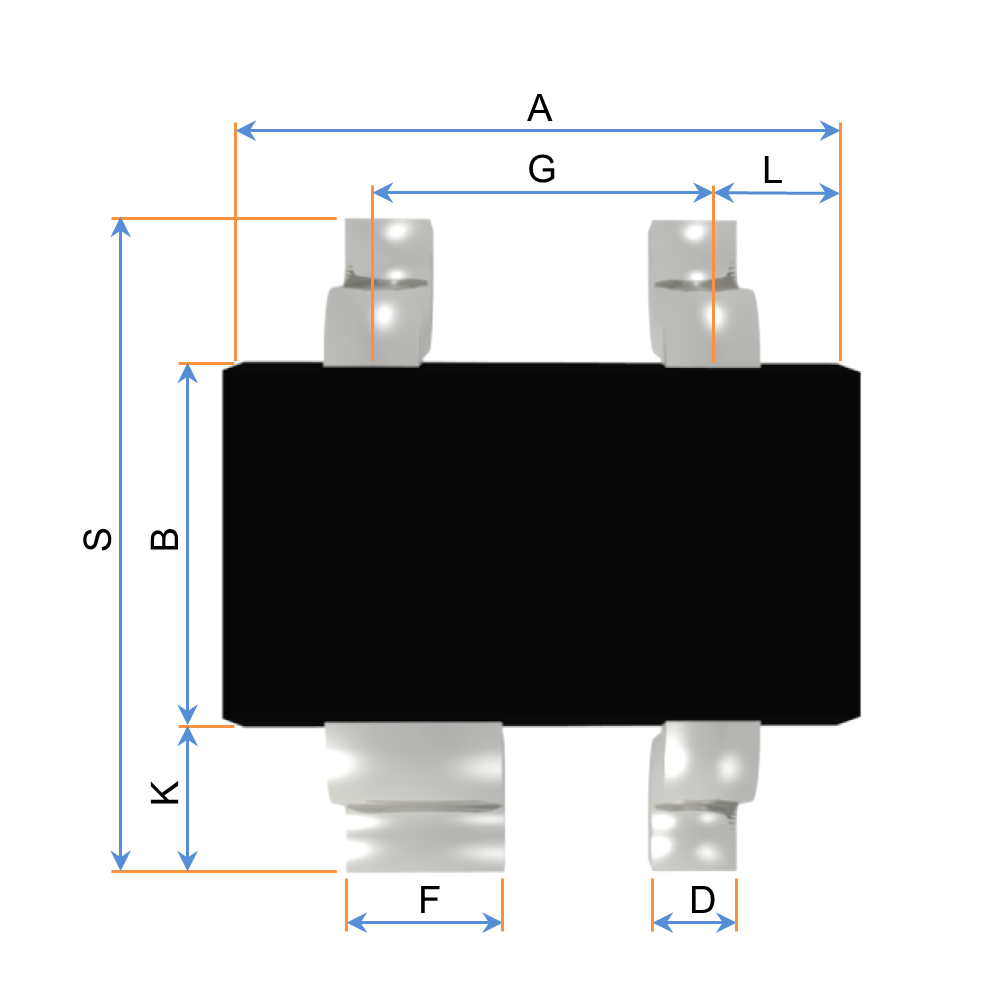
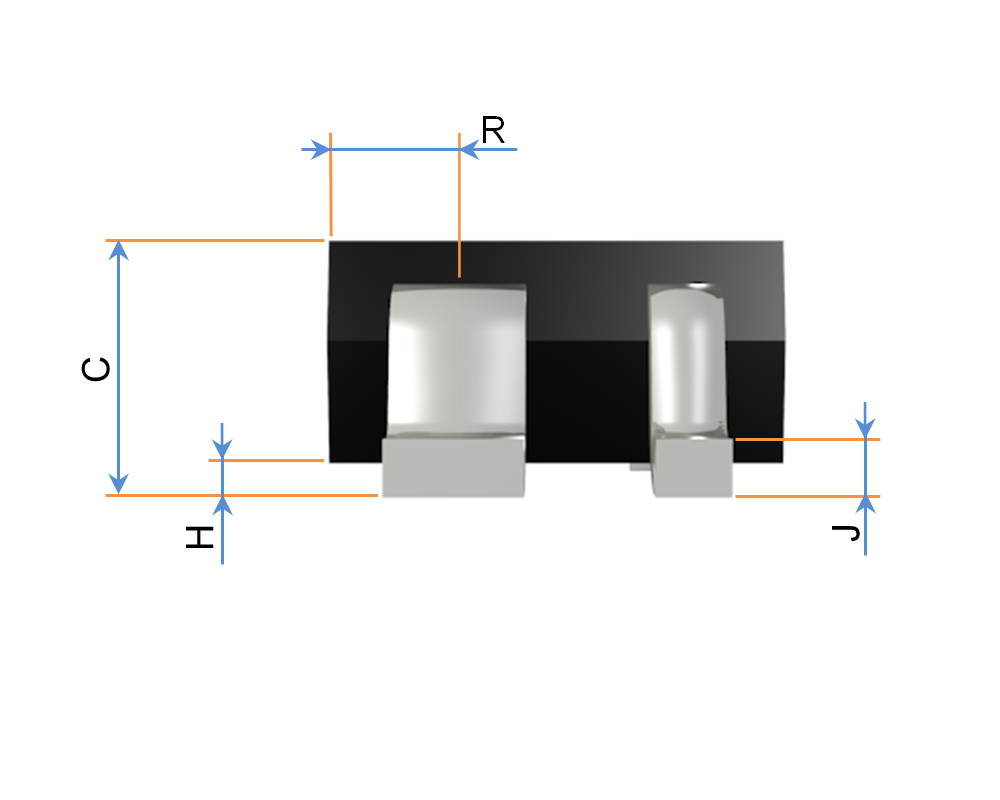
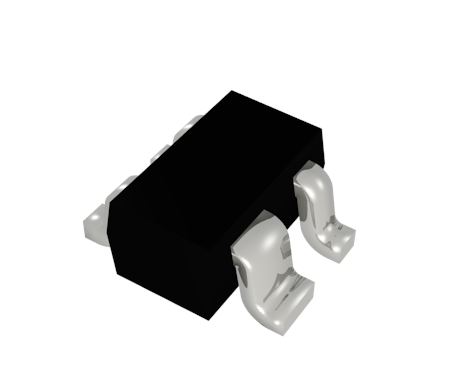

|        | Rozměry (mm)        | Rozměry (mm)  |
| SOT143 | SOT343              |               |
| ------ | ------------------- | ------------- |
|        | 2,90 ±0,10          | 2,00 - 2,20   |
| B      | 1,30 ±0,10          | 1,150 - 1,350 |
| C      |                     | 0,900 - 1,100 |
| D      | 0,400 +0,110 -0,030 | 0,250 - 0,400 |
| F      | 0,800 +0,130 -0,030 | 0,350 - 0,500 |
| G      | 1,92 +0,11 -0,14    | 1,200 - 1,400 |
| H      | 0,05 +0,05 -0,037   | 0,000 - 0,100 |
| J      | 0,11 +0,07 -0,025   | 0,080 - 0,150 |
| K      | 0,89 - 1,00         | 0,525         |
| L      |                     |               |
| R      |                     |               |
| S      | 2,38 ±0,10          | 2,150 - 2,450 |

## SOT490

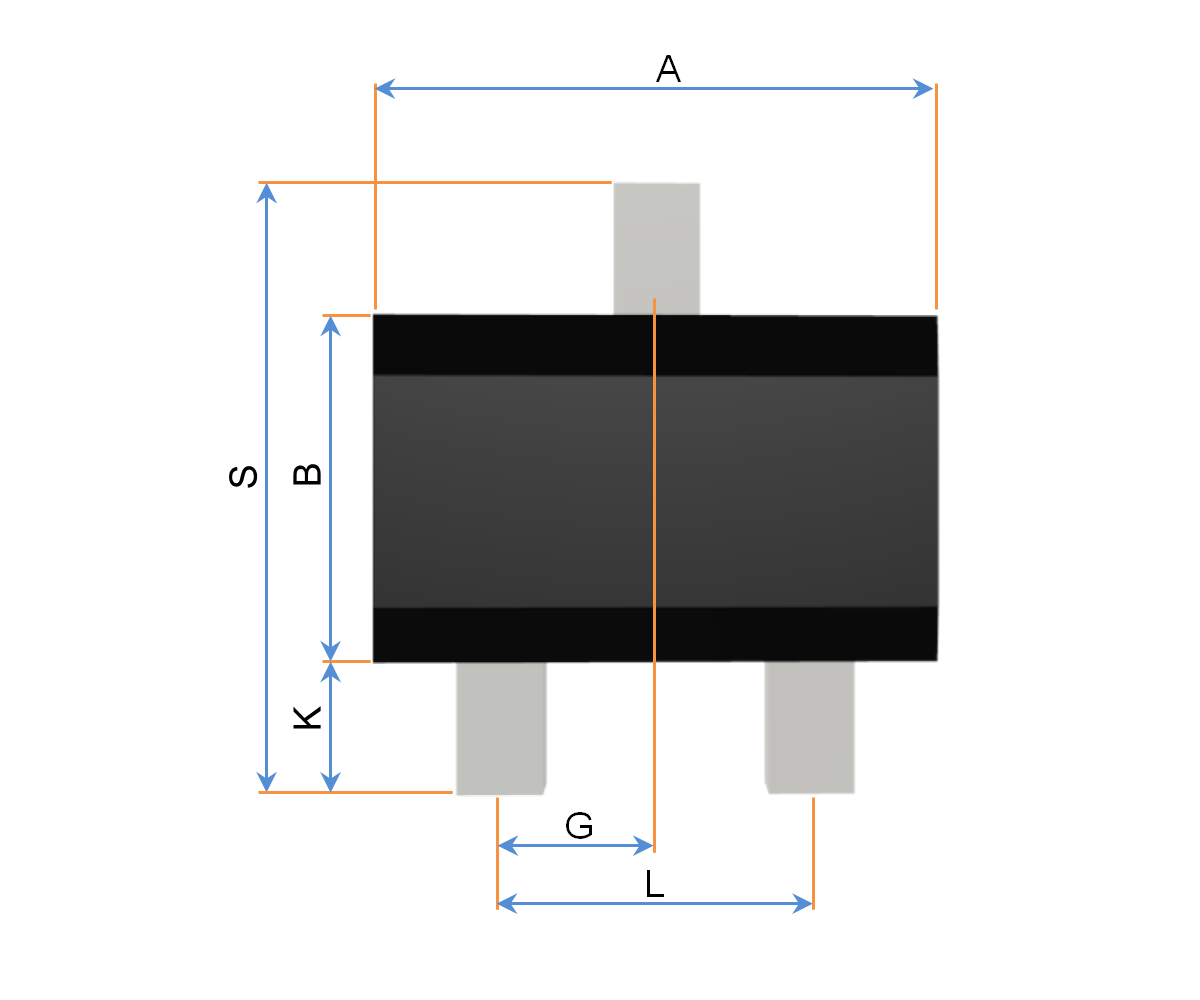
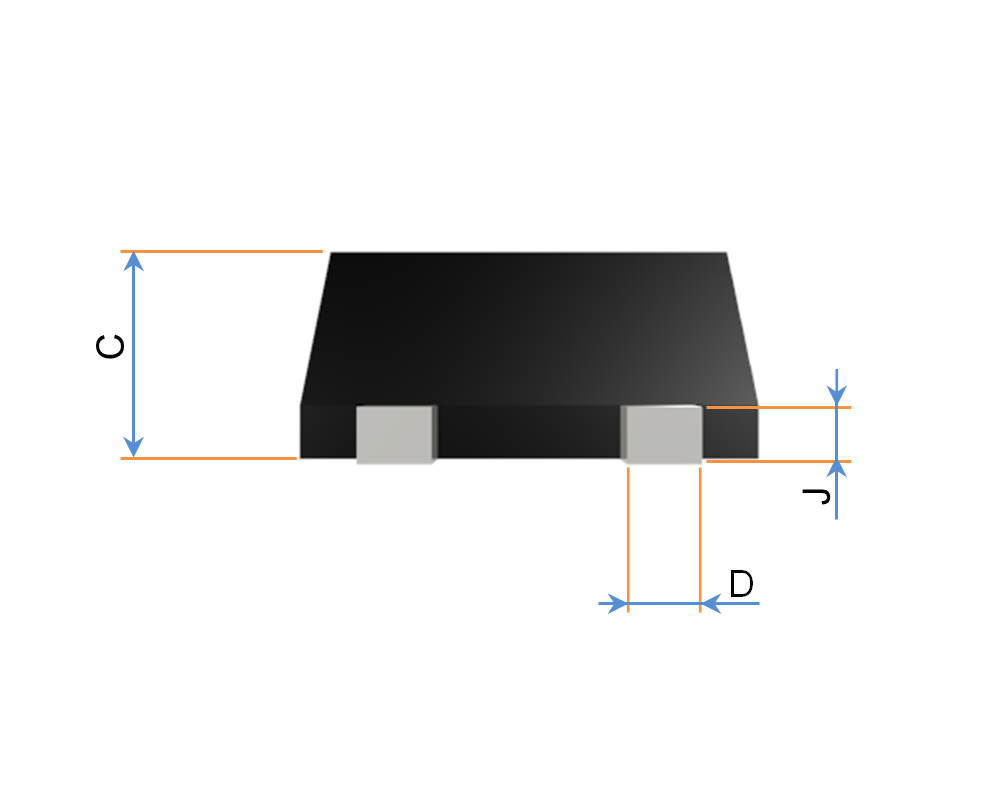
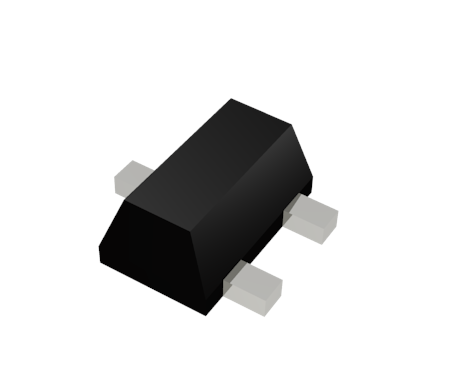

|   | Rozměry (mm) |
| - | ------------ |
|   |              |
| B |              |
| C |              |
| D |              |
| G | 0,5          |
| J |              |
| K |              |
| S |              |
| L | 1,0          |

## SOT89-3
SOT89-3 elektricky pouze má tři vývody (kontakt/pin). Široký vývod je propojen s prostředním vývodem na opačné straně pouzdra. Toto pouzdro bývá někdy označováno SOT89-4, protože se zdá, že má čtyři viditelné vývody.

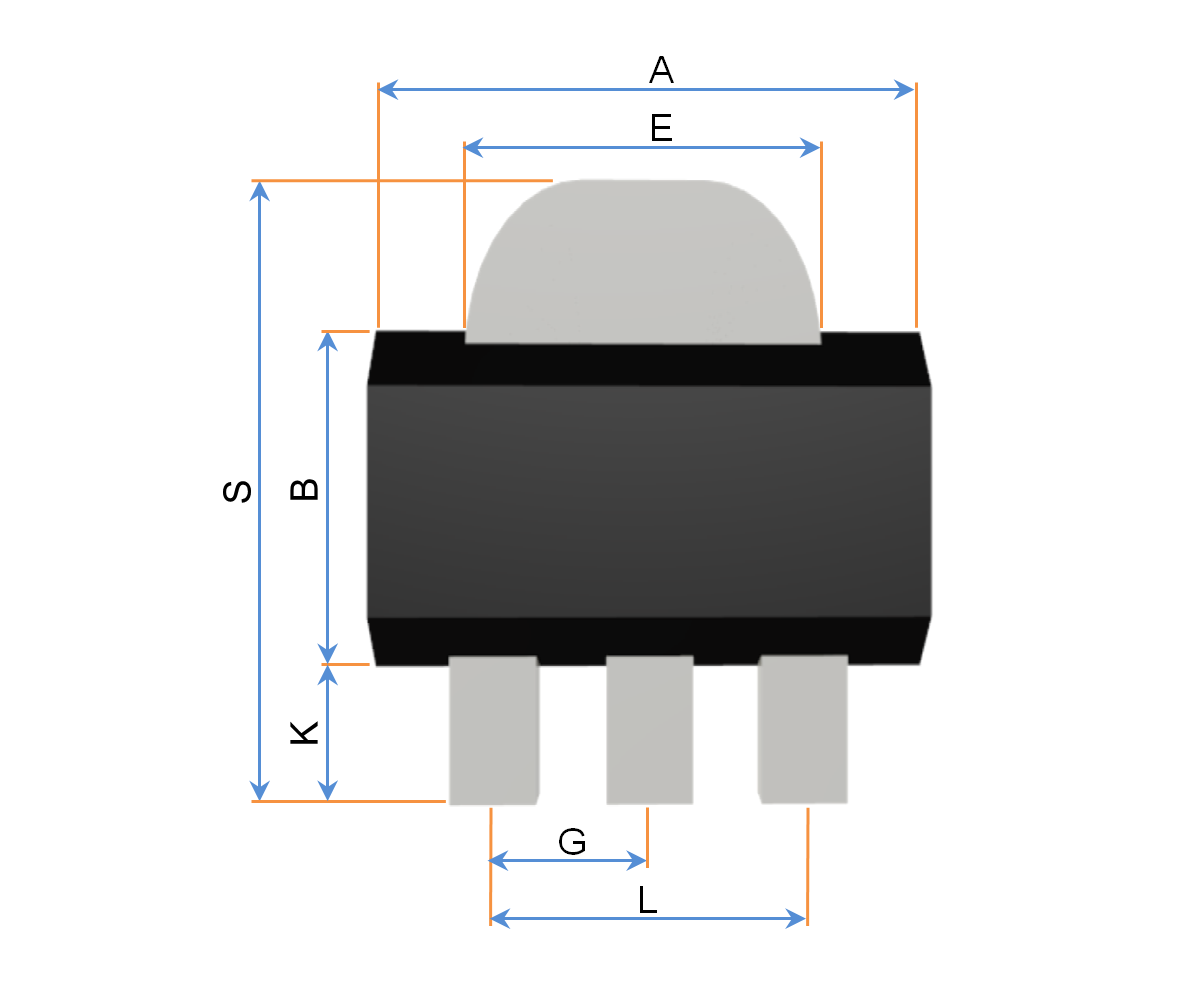
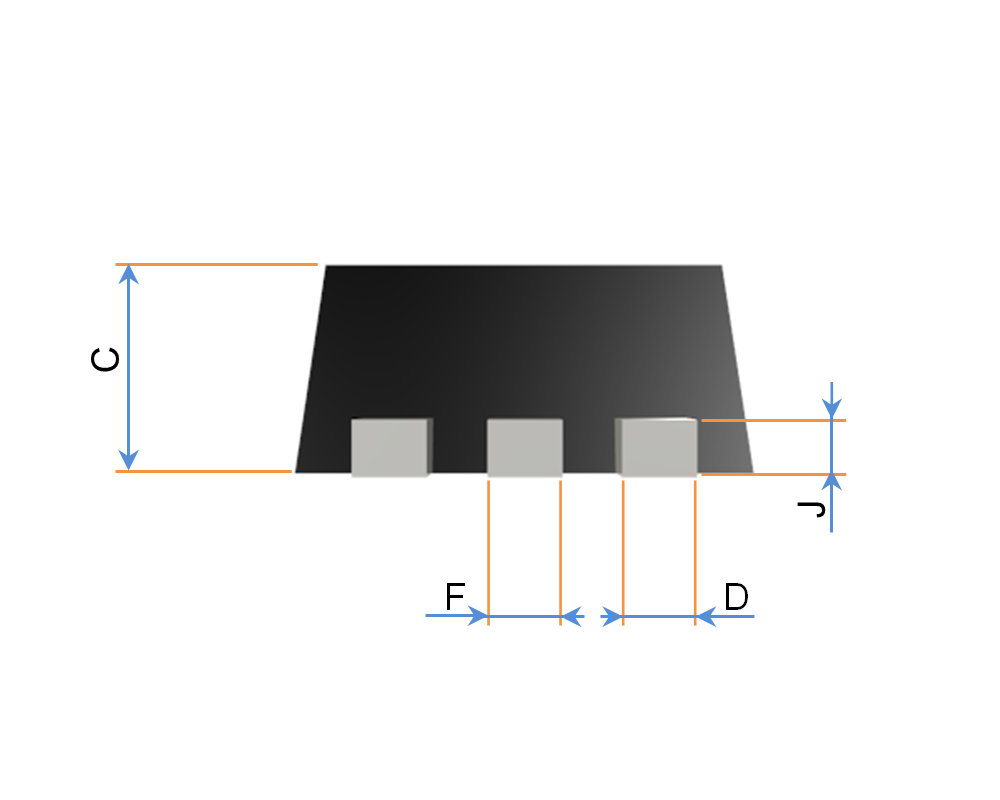
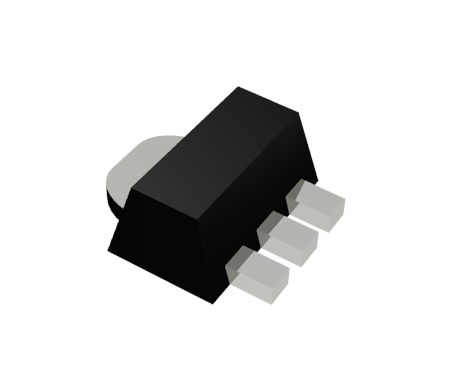

|   | Rozměry (mm) |
| - | ------------ |
|   | 4,5          |
| B | 2,5          |
| C | 1,5 ± 0,1    |
| D |              |
| E | 1,6          |
| F |              |
| G | 1,5          |
| J |              |
| K |              |
| S |              |
| L | 3            |

## SOT89-5
Pouzdro SOT89-5 má pouze pět vývodů. Oba prostřední vývody jsou propojeny. Toto pouzdro je někdy označováno SOT89-6, protože se zdá, že má šest vývodů.

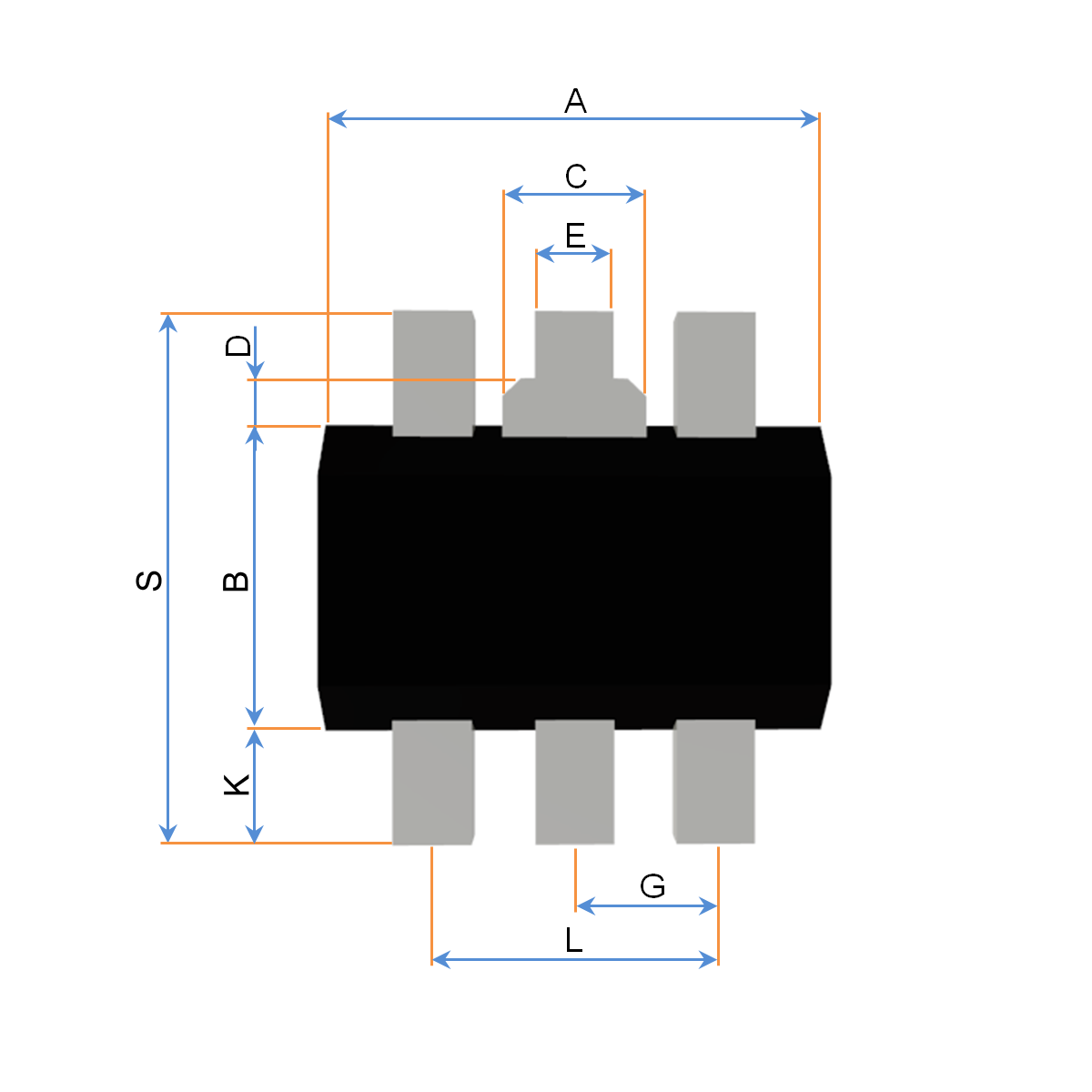
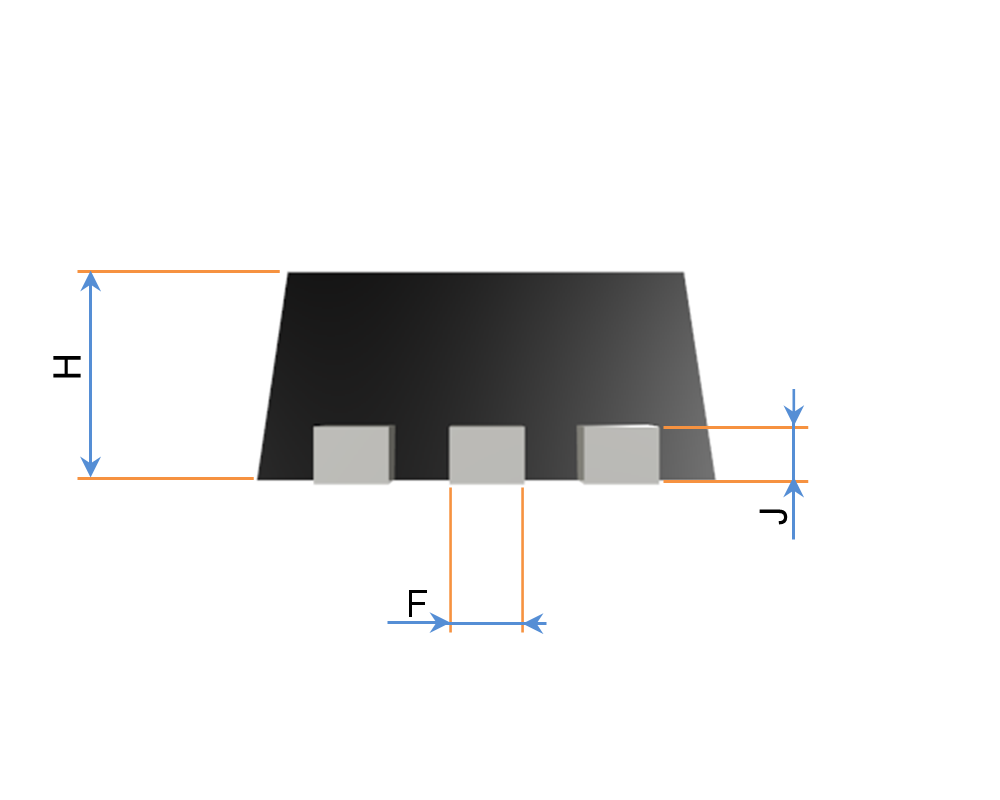
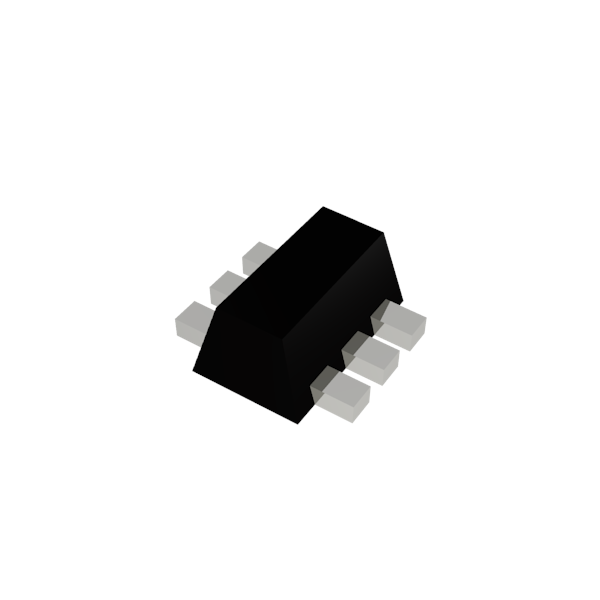
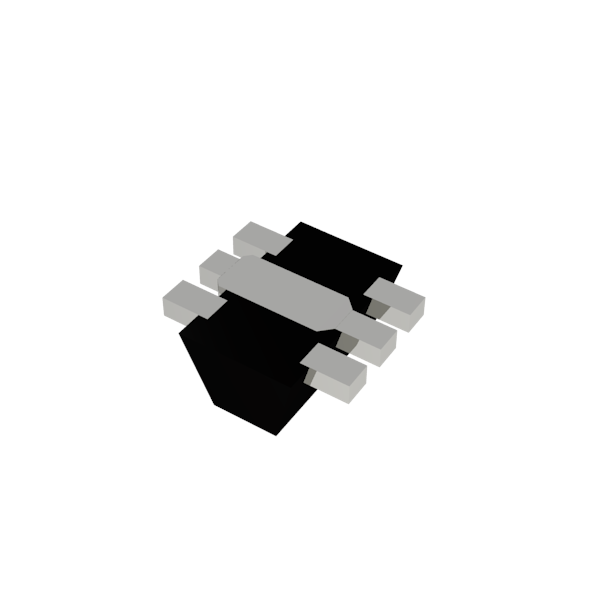

|   | Rozměry (mm) |
| - | ------------ |
|   | 4,6          |
| B | 2,6          |
| C | 1,6          |
| D |              |
| E |              |
| F |              |
| G | 1,5          |
| H |              |
| J |              |
| K |              |
| S |              |
| L |              |

## SOT223 (SOT223-4)
SOT223-4 pouzdro se často používá pro stabilizátory napětí. Bylo uvedeno společností Philips.

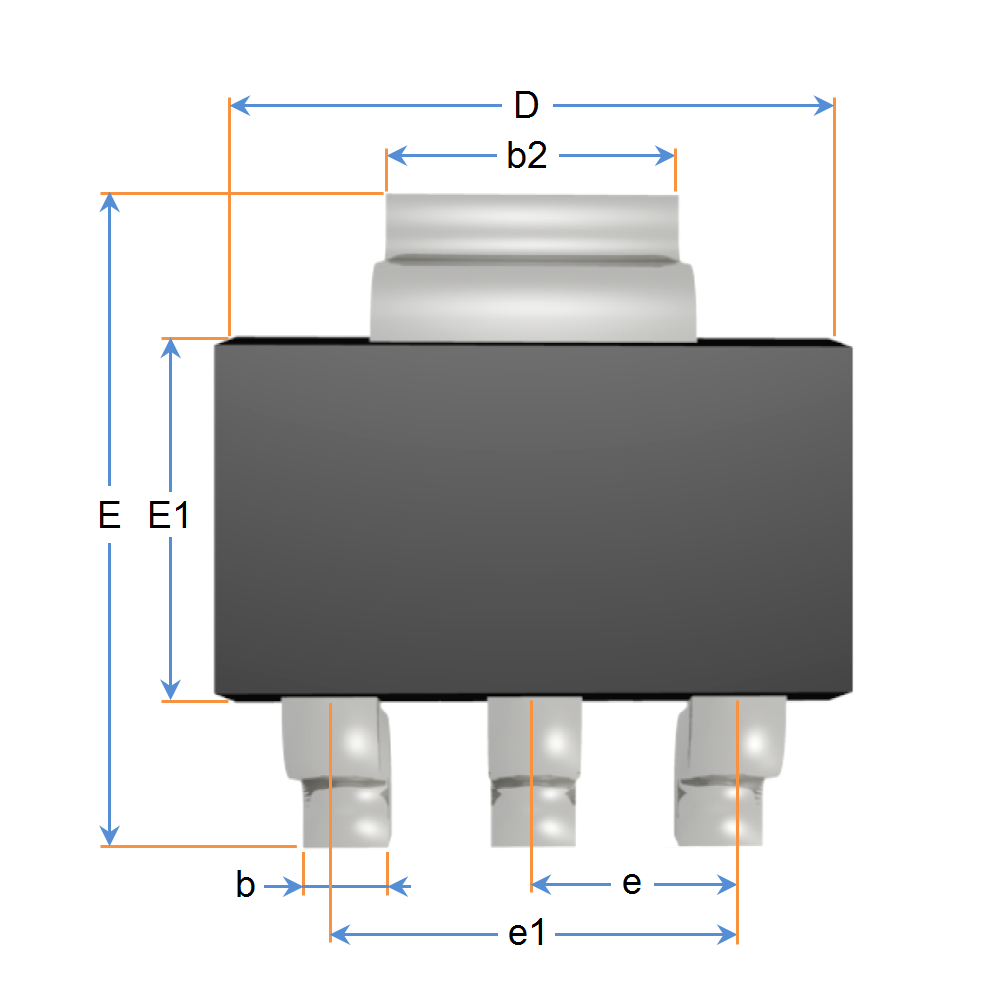
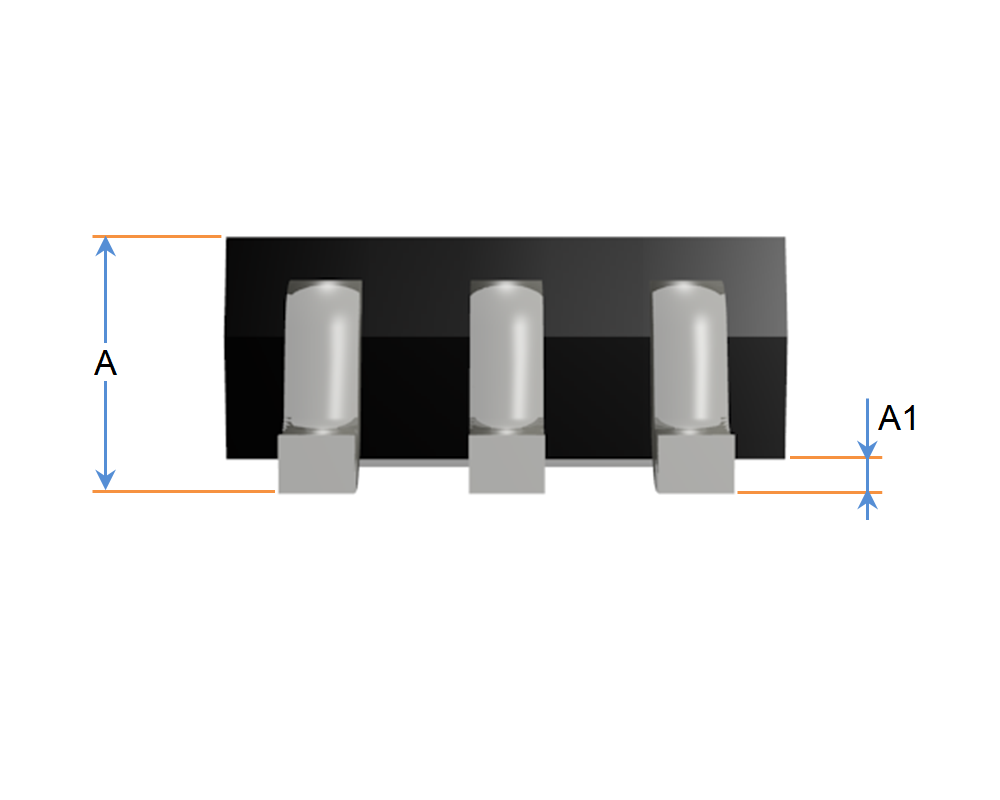
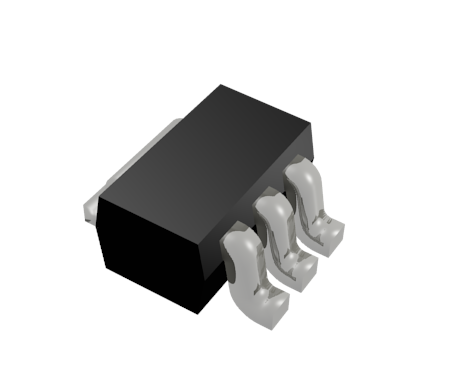

|     | Rozměry (mm) | Rozměry (mm) | Rozměry (mm) |
| Min | Typ          | Max          |              |
| --- | ------------ | ------------ | ------------ |
|     |              |              | 1,80         |
| A1  |              | 0,02         |              |
| b   | 0,60         | 0,70         | 0,80         |
| b2  | 2,90         | 3,00         | 3,10         |
| c   | 0,24         | 0,26         | 0,32         |
| D   | 6,30         | 6,50         | 6,70         |
| e   |              | 2,3          |              |
| e1  |              | 4,6          |              |
| E   | 6,70         | 7,00         | 7,30         |
| E1  | 3,30         | 3,50         | 3,70         |

## SOT223-5
SOT223-5 pouzdro se často používá pro stabilizátory napětí.

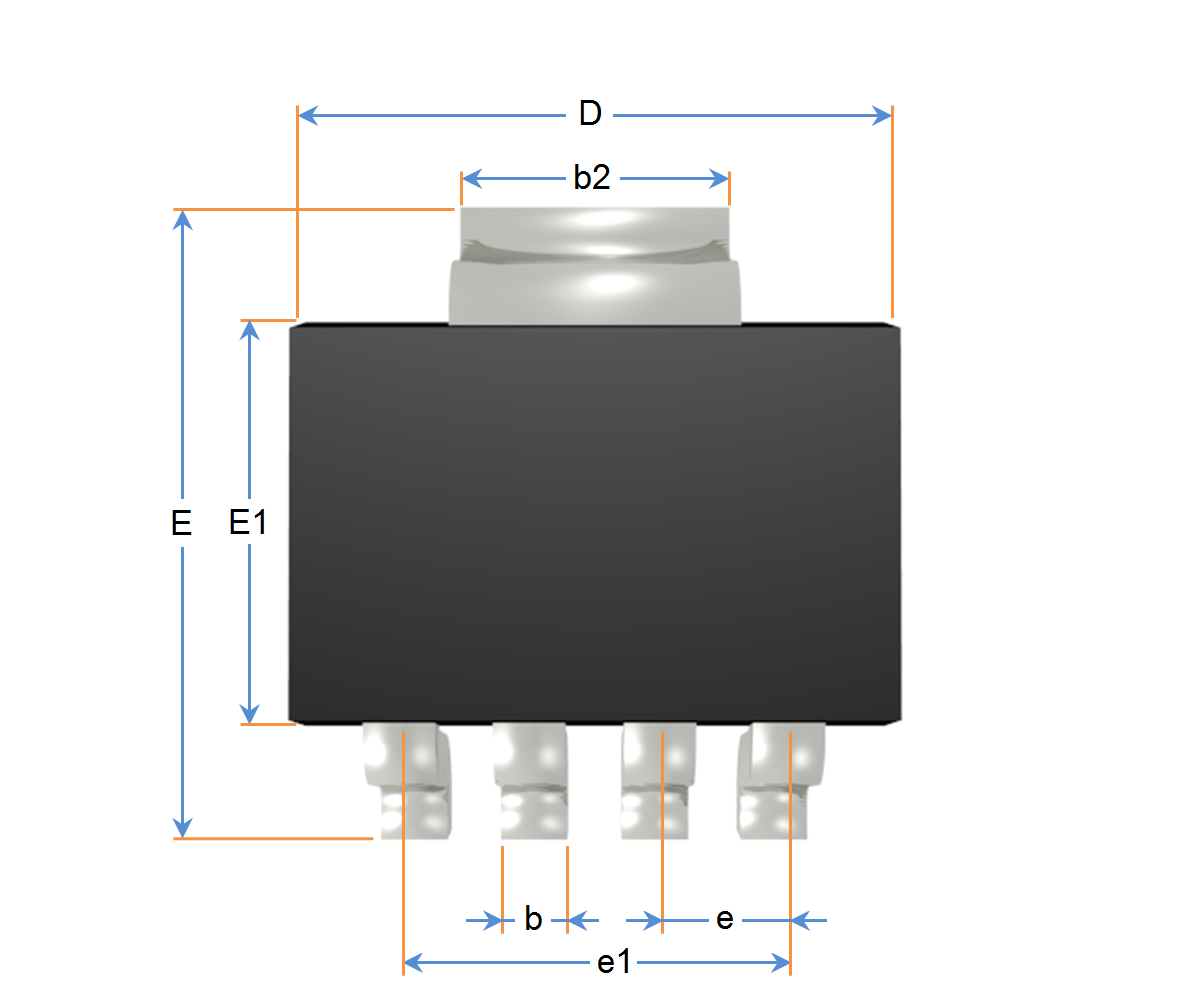
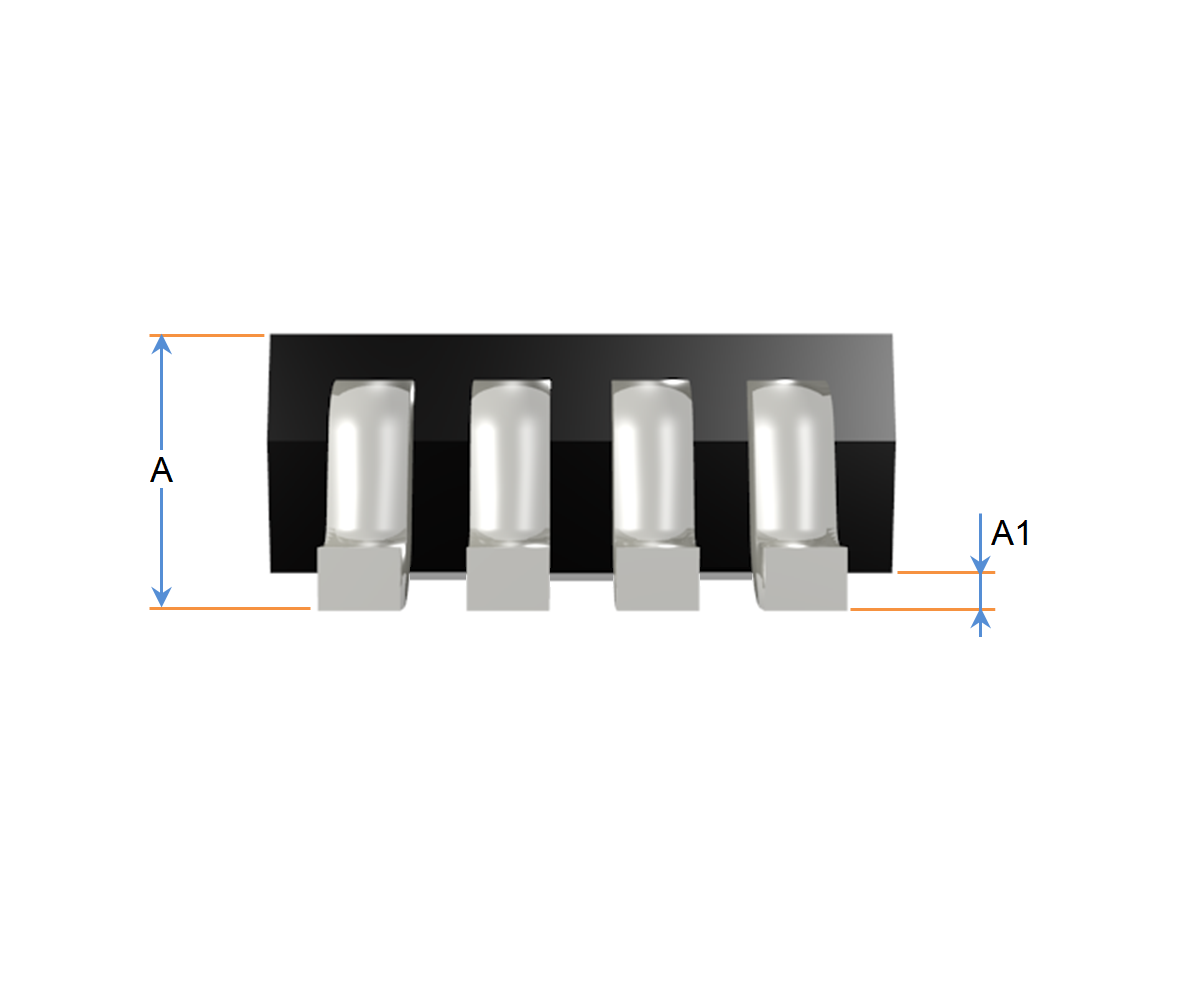
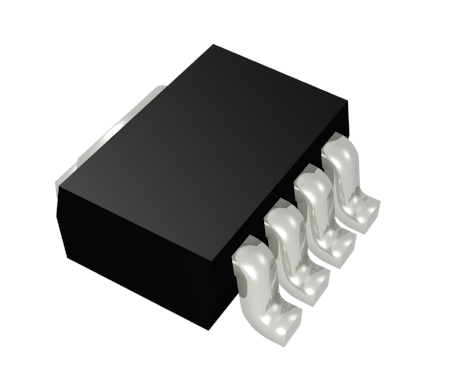

|     | Rozměry (mm) | Rozměry (mm) | Rozměry (mm) |
| Min | Typ          | Max          |              |
| --- | ------------ | ------------ | ------------ |
|     |              | 1,8          |              |
| A1  | 0,02         | 0,04         | 0,10         |
| A2  | 1,55         |              | 1,65         |
| A3  | 0,87         |              | 0,91         |
| b   | 0,41         | 0,46         | 0,51         |
| b2  | 2,95         | 3,00         | 3,05         |
| C   | 0,24         |              | 0,32         |
| D   | 6,45         | 6,50         | 6,55         |
| E   | 6,86         | 7,00         | 7,26         |
| E1  | 3,45         | 3,50         | 3,55         |
| e   |              | 1,27         |              |
| e1  |              | 5,08         |              |
| L   | 0,91         |              | 1,14         |

## SOT223-8
SOT223-8 pouzdro se často používá pro přemostěné čtyřpólové tranzistory.

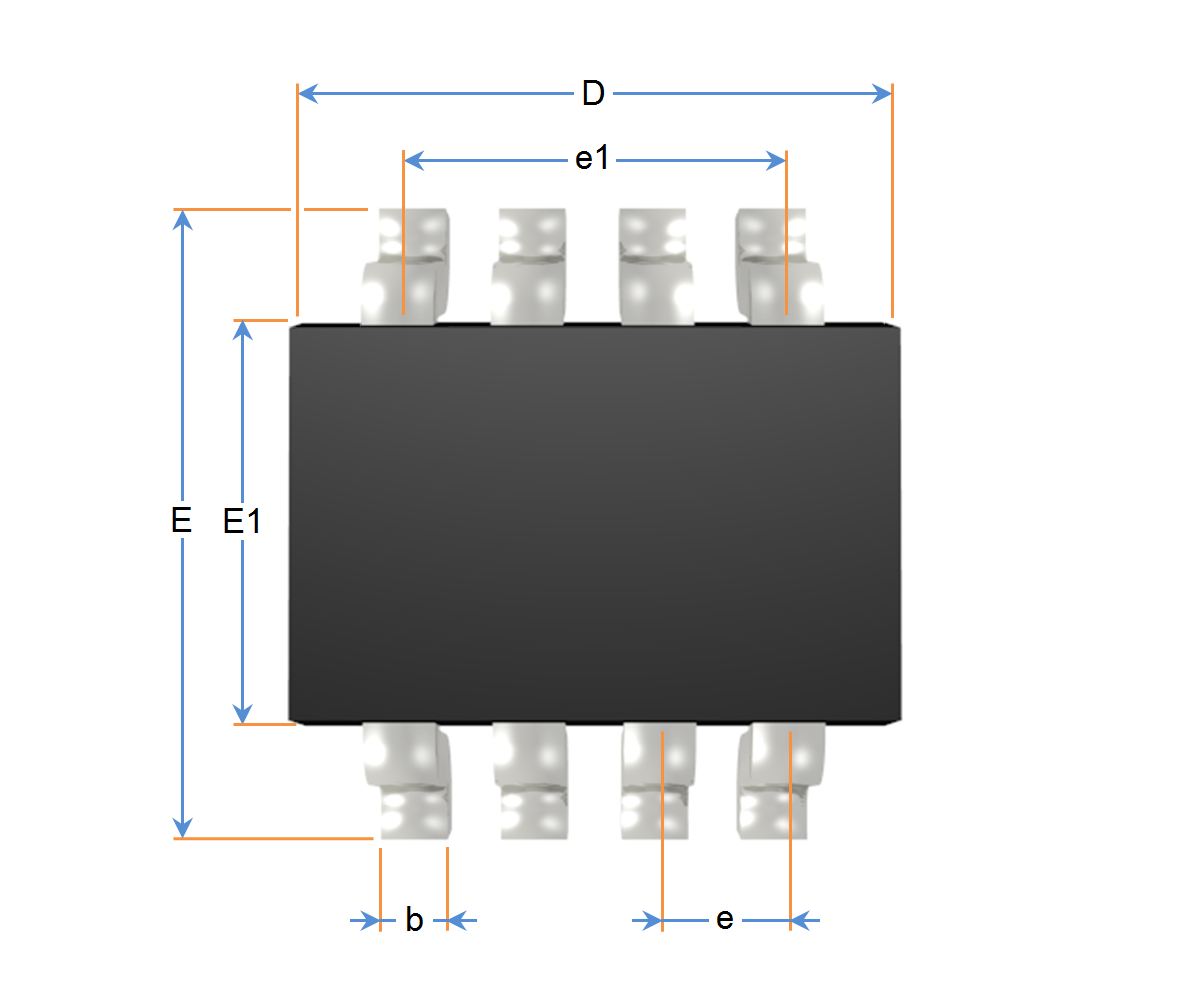
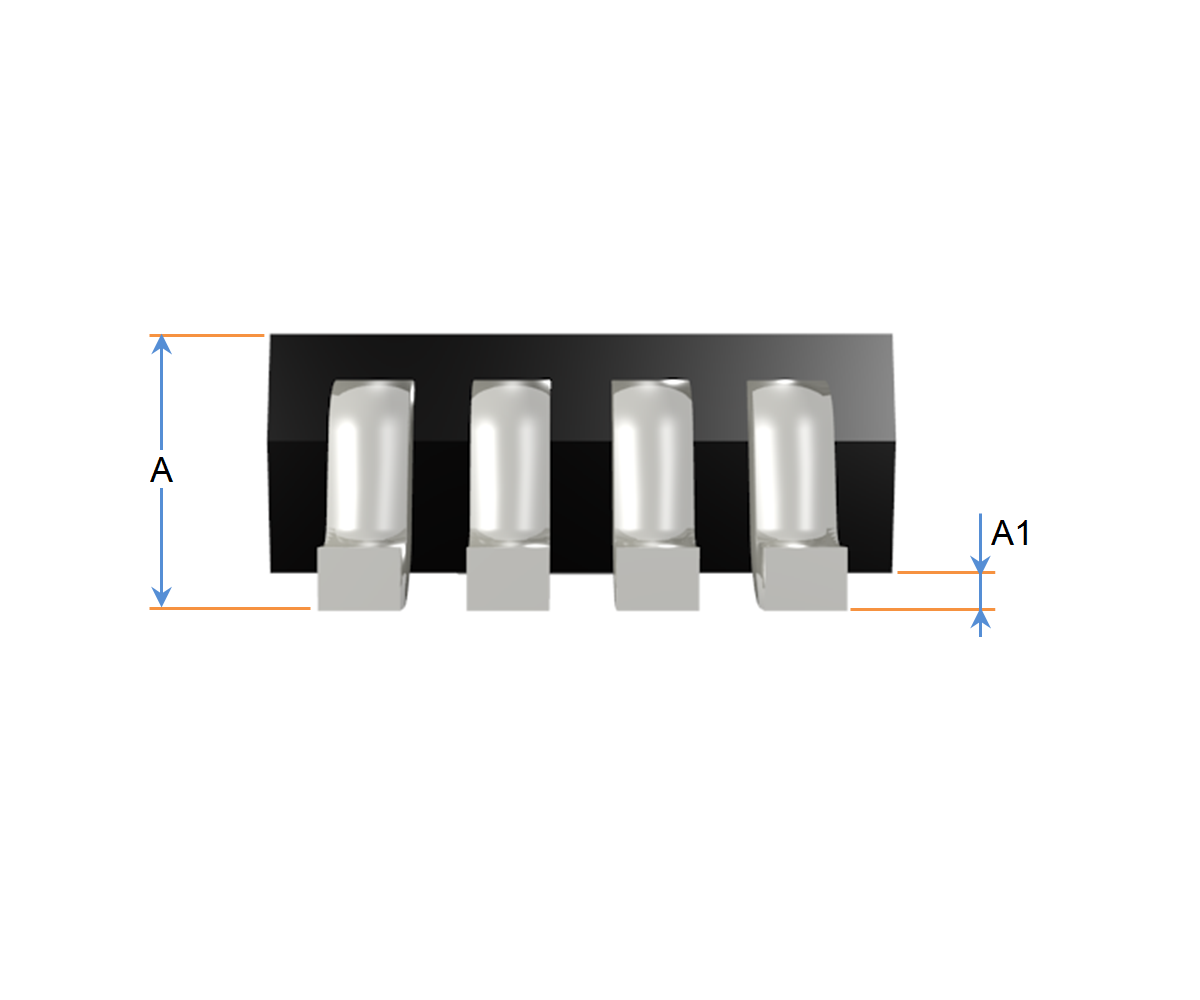
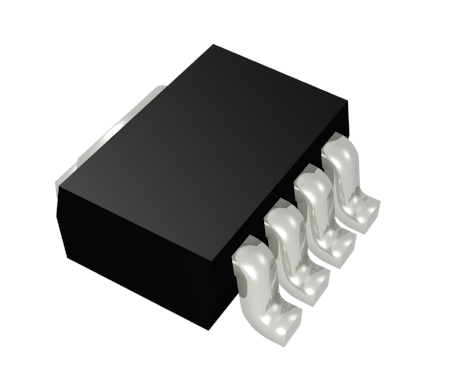

|     | Rozměry (mm) | Rozměry (mm) | Rozměry (mm) |
| Min | Typ          | Max          |              |
| --- | ------------ | ------------ | ------------ |
|     |              | 1,60         | 1,70         |
| A1  | 0,02         | 0,04         | 0,10         |
| b   | 0,70         | 0,80         | 0,90         |
| c   | 0,24         | 0,28         | 0,32         |
| D   | 6,30         | 6,60         | 6,70         |
| e   |              | 1,53         |              |
| e1  |              | 4,59         |              |
| E   | 6,70         | 7,00         | 7,30         |
| E1  | 3,30         | 3,50         | 3,70         |
| L   | 0,75         | 0,90         | 1,00         |
| ø   |              | 45°          |              |
| ø1  |              |              | 15°          |
| ø2  |              | 10°          |              |